# Wincanton Classic
De Wincanton Classic (later Leeds Classic en Rochester Classic) was een eendaagse wielerwedstrijd in Groot-Brittannië die tussen 1989 en 1997 werd verreden.
In 1989 ging de wedstrijd in Newcastle van start als Brits aandeel in de eveneens in 1989 gestarte  WB-cyclus. Het Engelse transport- en distributiebedrijf Wincanton Group trad op als sponsor en naamgever. In 1990 en 1991 werd de wedstrijd in Brighton verreden en in 1992 ging de organisatie naar Leeds, waarna in 1994 de naam werd gewijzigd in Leeds International Classic. In 1997 werd de laatste editie in Rochester als Rochester International Classic verreden. In 1998 werd deze koers uit de WB-cyclus gehaald en vervangen door de HEW Cyclassic.

## Lijst van winnaars

### Overwinningen per land
| Overwinningen | Land                                   |
| ------------- | -------------------------------------- |
| 6             | Italië                                 |
| 1             | België, Nederland, Verenigd Koninkrijk |